# Torneo Apertura 2019 Primera División (Guatemala)
El Torneo Apertura 2019 fue la edición de la Primera División que dio inicio a la temporada 2019-20 de la máxima categoría de ascenso en Guatemala. Contó con la participación de 20 equipos.

## Sistema de competición

### Fase de clasificación
Veinte equipos de diferentes partes del país son divididos en dos grupos de 10 equipos cada uno, quienes se enfrenta en un formato de visita recíproca utilizando el sistema de puntos del fútbol internacional: 3 puntos por victoria, 1 punto por empate y 0 puntos por derrota.
Al final de los enfrentamientos regulares, los dos mejores equipos de cada grupo clasifican directamente a los cuartos de final, mientras los siguientes cuatro mejores (del 3° al 6°) de cada grupo juegan una reclasificación a cuartos de final.

### Fase final

#### Acceso a cuartos de final
Mientras los primeros 2 equipos de cada grupo clasifican automáticamente a los cuartos de final, los siguientes 4 mejores equipos (del 3° al 6°) de cada grupo juegan la reclasificación a cuartos de final de la siguiente manera:
- 3°A - 6°B
- 4°A - 5°B
- 3°B - 6°A
- 4°B - 5°A

Los ganadores acceden a los cuartos de final.

#### Cuartos de final
Los clasificados a las semifinales se enfrentan a los equipos que ya se habían clasificado a esta fase por su privilegiada posición en su tabla de grupos, enfrentándose a los equipos de la reclasificación de la siguiente manera:
- 1°A - 4° equipo clasificado de la tabla general
- 1°B - 3° equipo clasificado de la tabla general
- 2°A - 2° equipo clasificado de la tabla general
- 2°B - 1° equipo clasificado de la tabla general.

Los ganadores de las 4 llaves clasifican a las semifinales

#### Semifinales
Los 4 clasificados se enfrentan entre sí de la siguiente manera:
- 1° - 4°
- 2° - 3°

Los dos equipos que clasifiquen a la final jugarán el ascenso a la Liga Nacional contra los dos finalistas del próximo torneo.

#### Final
En la final, los dos clasificados se enfrentan, siendo el mejor clasificado el que juega el partido de vuelta en su estadio.

## Equipos participantes

### Cambios
| Pos. | Ascendidos a la Liga Nacional 2019-20 |
| ---- | ------------------------------------- |
| 1°   | Santa Lucía Cotzumalguapa             |
| 4°   | Deportivo Mixco                       |

| Pos. | Descendidos a la Segunda División 2019-20 |
| ---- | ----------------------------------------- |
| 18°  | Jocotán FC                                |
| 19°  | Universidad SC                            |
| 20°  | Rosario                                   |

| Pos. | Descendidos a la Primera División 2019-20 |
| ---- | ----------------------------------------- |
| 11°  | Chiantla                                  |
| 12°  | Petapa                                    |

| Pos. | Ascendidos a la Primera División 2019-20 |
| ---- | ---------------------------------------- |
| 1°   | Xinabajul-Huehue                         |
| 2°   | Capitalinos                              |
| 3°   | Catocha                                  |

| Grupo A             |                      |                                    |                                       |           |                  |            |
| Equipo              | Entrenador           | Ciudad                             | Estadio                               | Capacidad | Patrocinador     | Uniforme   |
| Chiantla            | Marco Andrés Arias   | Chiantla, Huehuetenango            | Los Cuchumatanes                      | 5 500     | Tigo             | Unitex     |
| Chimaltenango FC    | Otto Rodríguez       | Chimaltenango, Chimaltenango       | Estadio Municipal de Chimaltenango    | 3 500     | Tigo             | Arcon      |
| Deportivo Reu       | Manuel Castañeda     | Retalhuleu, Retalhuleu             | Óscar Monterroso Izaguirre            | 9 000     | Banrural         | JaviSport  |
| CD Marquense        | César Fonseca        | San Marcos, San Marcos             | Marquesa de la Ensenada               | 10 000    | Bantrab          | Freedom    |
| CD Nueva Concepción | Julio Gayol          | Nueva Concepción, Escuintla        | José Luis Ibarra                      | 3 000     | Oto Lima         | MG Sports  |
| Quiché FC           | Henry Barrientos     | Santa Cruz del Quiché, Quiché      | José Luis Ibarra                      | 3 000     | Farmacias Batres | JaviSports |
| Deportivo San Pedro | Adán Paniagua        | San Pedro Sacatepéquez, San Marcos | Estadio Municipal de San Pedro        | 5 000     | Muni San Pedro   | Freedom    |
| Sololá Fútbol Club  | Jaime Cáceres        | Sololá, Sololá                     | Estadio Xambá                         | 2 000     | Micoope          | Demos Pro  |
| CSD Suchitepéquez   | César Eduardo Méndez | Mazatenango, Suchitepéquez         | Carlos Salazar Hijo                   | 10 000    | Tigo             | Milán      |
| Xinabajul           | Marvin Hernández     | Huehuetenango, Huehuetenango       | Los Cuchumatanes                      | 5 500     | Banrural         | Unitex     |
| Grupo B             |                      |                                    |                                       |           |                  |            |
| Equipo              | Entrenador           | Ciudad                             | Estadio                               | Capacidad | Patrocinador     | Uniforme   |
| Deportivo Achuapa   | Irving Olivares      | El Progreso, Jutiapa               | Estadio Manuel Ariza                  | 3 000     | Banrural         | NS Sport   |
| Aurora FC           | Gabriel Castillo     | Ciudad de Guatemala                | Estadio del Ejército                  | 13 500    | Claro            | Demos Pro  |
| Capitalinos         | Kenny Colindres      | Ciudad de Guatemala                | Estadio Cementos Progreso             | 17 300    | Muni Guate       |            |
| CSD Carchá          | Sergio Pardo         | San Pedro Carchá, Alta Verapaz     | Juan Ramón Ponce Guay                 | 10 500    | Muni Carchá      | Nevimar    |
| Catocha             | Elder Corrales       | Santa Catarina Mita, Jutiapa       | Estadio Municipal Santa Catarina Mita | 1 000     | Banrural         | Joma       |
| Comunicaciones B    | Iván Franco Sopegno  | Ciudad de Guatemala                | Cementos Progreso                     | 17 300    | Bantrab          | Puma       |
| CSD Mictlán         | José Garnica         | Asunción Mita, Jutiapa             | Estadio La Asunción                   | 5 000     | Bantrab          | Demos Pro  |
| Petapa              | Norman Martin        | San Miguel Petapa, Guatemala       | Estadio Julio Armando Cobar           | 7 500     | Banrural         | Freedom    |
| CSD Sacachispas     | Marlon Iván León     | Chiquimula, Chiquimula             | Estadio Las Victorias                 | 3 000     | Banrural         | Milán      |
| CD Sansare          | Juan Carlos Espinoza | Sansare, El Progreso               | Las Victorias de Sansare              | 2 500     | Zeta Gas         | Arcon      |

### Equipos por departamento
| Departamento  | N.º | Equipos                          |
| ------------- | --- | -------------------------------- |
| Guatemala     | 3   | Aurora FC, Cremas B, Capitalinos |
| San Marcos    | 2   | Marquense, San Pedro             |
| Huehuetenango | 2   | Chiantla, Xinabajul              |
| Chiquimula    | 2   | Sacachispas, Catocha             |
| Escuintla     | 2   | Nueva Concepción                 |
| Jutiapa       | 2   | Mictlán, Deportivo Achuapa       |
| Suchitepéquez | 1   | Suchitepéquez                    |
| Alta Verapaz  | 1   | Carchá                           |
| Retalhuleu    | 1   | Deportivo Reu                    |
| Chimaltenango | 1   | Chimaltenango                    |
| Sololá        | 1   | Sololá                           |
| El Progreso   | 1   | Sansare                          |
| Quiché        | 1   | Quiché FC                        |

## Clasificación

### Grupo A
|                                              | Pos. | Equipos          | PJ | PG | PE | PP | GF | GC | Dif. | PTS | Clasificación      |
| -------------------------------------------- | ---- | ---------------- | -- | -- | -- | -- | -- | -- | ---- | --- | ------------------ |
|                                              | 1º   | San Pedro        | 18 | 11 | 2  | 5  | 26 | 19 | +7   | 35  | Cuartos de final   |
|                                              | 2º   | Quiché           | 17 | 8  | 5  | 4  | 27 | 15 | +12  | 32  | Cuartos de final   |
|                                              | 3º   | Suchitepéquez    | 17 | 9  | 2  | 6  | 31 | 21 | +10  | 29  | Reclasificación    |
|                                              | 4º   | Xinabajul        | 17 | 7  | 4  | 6  | 23 | 21 | +2   | 25  | Reclasificación    |
|                                              | 5º   | Marquense        | 17 | 6  | 5  | 6  | 24 | 19 | +5   | 23  | Reclasificación    |
|                                              | 6º   | Nueva Concepción | 17 | 7  | 2  | 8  | 28 | 27 | +1   | 23  | Reclasificación    |
|                                              | 7º   | Chimaltenango    | 18 | 5  | 8  | 5  | 20 | 20 | 0    | 23  |                    |
|                                              | 8º   | Sololá           | 17 | 2  | 7  | 8  | 13 | 33 | -20  | 13  |                    |
|                                              | 9°   | Deportivo Reu    | 17 | 4  | 3  | 10 | 14 | 26 | -12  | 12  | Riesgo de descenso |
|                                              | 10°  | Chiantla         | 11 | 2  | 6  | 3  | 11 | 16 | .5   | -1  | Descendido         |
| Última actualización: 4 de diciembre de 2019 |      |                  |    |    |    |    |    |    |      |     |                    |

 Chiantla descendió en la fecha 12 por omitir pagos a laudos. Jugará en la Segunda División de Ascenso en la temporada 2020-21.

### Grupo B
|                                              | Pos. | Equipos          | PJ | PG | PE | PP | GF | GC | Dif. | PTS | Clasificación      |
| -------------------------------------------- | ---- | ---------------- | -- | -- | -- | -- | -- | -- | ---- | --- | ------------------ |
|                                              | 1º   | Sacachispas      | 18 | 10 | 4  | 4  | 26 | 14 | +12  | 34  | Cuartos de final   |
|                                              | 2º   | Achuapa          | 18 | 9  | 2  | 7  | 29 | 22 | +7   | 29  | Cuartos de final   |
|                                              | 3º   | Sansare          | 18 | 9  | 2  | 7  | 25 | 21 | +4   | 29  | Reclasificación    |
|                                              | 4º   | Aurora FC        | 18 | 8  | 2  | 8  | 22 | 26 | -4   | 26  | Reclasificación    |
|                                              | 5º   | Carchá           | 18 | 7  | 4  | 7  | 20 | 19 | +1   | 25  | Reclasificación    |
|                                              | 6º   | Mictlán          | 18 | 7  | 4  | 7  | 15 | 20 | -5   | 25  | Reclasificación    |
|                                              | 7º   | Capitalinos      | 18 | 5  | 8  | 5  | 17 | 17 | 0    | 23  |                    |
|                                              | 8º   | Catocha          | 18 | 6  | 4  | 8  | 21 | 22 | -1   | 22  |                    |
|                                              | 9°   | Petapa           | 18 | 5  | 5  | 8  | 21 | 28 | -7   | 20  | Riesgo de descenso |
|                                              | 10°  | Comunicaciones B | 18 | 4  | 5  | 9  | 16 | 23 | -7   | 17  | Riesgo de descenso |
| Última actualización: 4 de diciembre de 2019 |      |                  |    |    |    |    |    |    |      |     |                    |

## Fase final

### Ronda preliminar
| Fechas              | Local en la ida  | Global | Local en la vuelta | Ida   | Vuelta |
| ------------------- | ---------------- | ------ | ------------------ | ----- | ------ |
| 6 y 10 de noviembre | Nueva Concepción | 3 - 4  | Sansare            | 1 - 1 | 2 - 3  |
| 7 y 10 de noviembre | Carchá           | 2 - 0  | Xinabajul          | 1 - 0 | 1 - 0  |
| 7 y 10 de noviembre | Mictlán          | 3 - 4  | Suchitepéquez      | 2 - 1 | 1 - 3  |
| 7 y 10 de noviembre | Marquense        | 3 - 1  | Aurora             | 2 - 0 | 1 - 1  |

### Cuartos de final
| Fechas               | Local en la ida | Global        | Local en la vuelta | Ida   | Vuelta           |
| -------------------- | --------------- | ------------- | ------------------ | ----- | ---------------- |
| 14 y 17 de noviembre | Suchitepéquez   | 3 - 3 (3 - 5) | Quiché FC          | 3 - 0 | 0 - 3 (0-2 t.e.) |
| 14 y 17 de noviembre | Sansare         | 2 - 4         | Achuapa            | 0 - 2 | 2 - 2            |
| 14 y 17 de noviembre | Carchá          | 2 - 1         | Sacachispas        | 2 - 0 | 0 - 1            |
| 14 y 17 de noviembre | Marquense       | 4 - 2         | San Pedro          | 3 - 1 | 1 - 1            |

### Semifinales
| Fechas                           | Local en la ida | Global    | Local en la vuelta | Ida   | Vuelta                 |
| -------------------------------- | --------------- | --------- | ------------------ | ----- | ---------------------- |
| 24 de noviembre y 1 de diciembre | Marquense       | 2(5)-(4)2 | Quiché FC          | 1 - 0 | 1 - 2(2 - 3)ts(5)-(4)p |
| 24 de noviembre y 1 de diciembre | Carchá          | 0 - 1     | Achuapa            | 0 - 0 | 0 - 1                  |

- Marquense clasificó a los playoffs de ascenso.
- Achuapa clasificó a los playoffs de ascenso.

### Final
| Fechas                           | Local en la ida | Global | Local en la vuelta | Ida   | Vuelta |
| -------------------------------- | --------------- | ------ | ------------------ | ----- | ------ |
| 24 de noviembre y 1 de diciembre | Marquense       | 2 - 4  | Achuapa            | 2 - 1 | 0 - 3  |

|                           |
| Campeón Deportivo Achuapa |
| 1° título                 |

- Datos: Q65159433